# Vaglio Basilicata
Vaglio Basilicata är en ort och kommun i provinsen Potenza i regionen Basilicata i Italien. Kommunen hade 1 994 invånare (2017).